# Joseph-Adolphe Chapleau
Sir Joseph-Adolphe Chapleau (ur. 9 listopada 1840, zm. w czerwcu 1898) – kanadyjski prawnik i polityk, premier prowincji Quebec z ramienia Konserwatywnej Partii Quebecu.
Chapleau urodził się 9 listopada 1840 w Sainte-Thérèse w Quebecu. Po skończeniu studiów prawniczych w Terrebonne udał się do Montrealu. Mimo młodego wieku zrobił tam błyskawiczną karierę. Najpierw został asystentem i prywatnym sekretarzem znanego polityka Beniamina Vigera. Potem zaczął redagować i wydawać pismo Colonisateuro. Po tym jak w 1861 został przyjęty do palestry, błyskawicznie wyrobił sobie świetną renomę obrońcy, specjalizującego się w prawie kryminalnym. Jedną z najgłośniejszych spraw, które prowadził, była sprawa Ambroise-Dydime Lépine oskarżonego o zabójstwo Thomasa Scotta w czasie rebelii nad Rzeką Czerwoną.
Chapleau był zwolennikiem Konfederacji Kanady i bardzo się udzielał politycznie w czasie bezpośrednio ją poprzedzającym. Sława ułatwiła mu wejście w świat polityki. Reprezentując silne konserwatywne poglądy, został doradcą, a potem bliskim współpracownikiem Gédéona Ouimeta, drugiego premiera Quebecu. Po utworzeniu rządu Chapleau otrzymał tekę ministra sprawiedliwości. W 1878 został wybrany liderem partii konserwatywnej w Quebecu i poprowadził ją do zwycięskich wyborów w 1879 r. Został premierem rządu prowincjonalnego, trzymając jednocześnie tekę ministra rolnictwa i róbot publicznych. W 1882 zrezygnował z przewodzenia partii i z premierostwa. Zaangażował się natomiast w politykę federalną, zostając bliskim współpracownikiem premiera Johna Macdonalda. Najpierw wszedł do grupy jego doradców, a następnie otrzymał ministerstwo spraw zagranicznych. W 1892 zrezygnował z czynnej polityki i zaakceptował nominację na gubernatora porucznika Quebecu. Sprawował tę funkcję, jednocześnie wykładając prawo na Uniwersytecie w Laval. Funkcje te piastował do stycznia 1898. Zmarł w czerwcu tego samego roku.